# Jordi Torras i Comamala
Jordi Torras i Comamala (11. června 1922 Barcelona – 12. ledna 1999 Barcelona) byl katalánský herec, filmový kritik a historik.
Absolvoval farmacii, ale působil jako herec v Agrupació Dramàtica de Barcelona. Hrál v několika společnostech včetně Svobodného divadla, Salt Talleret a Národního divadla v Katalánsku.
Byl filmovým kritikem Národního rozhlasu Španělska v Katalánsku, v programu, který řídil Joaquín Soler Serrano. Stal se filmovým hercem a publikoval články v La Vanguardia o filmu. V roce 1989 mu byla udělena zvláštní vládní cena za kinematografii, a v roce 1995 získal kříž svatého Jiří.

## Dílo
filmografie
- Bilbao (1978) režie Bigas Luna
- Companys, procés a Catalunya (1979) režie Josep Maria Forn i Costa
- L'home de neó (1988) režie Albert Abril
- La febre d'or (1992) režie Gonzalo Herralde
- El pájaro de la felicidad (1993) režie Pilar Miró

knihy
- Viajes sentimentales por los cines de Barcelona (1965)
- Història dels cinemes de Gràcia (1999)
- Somnis de reestrena (1999)